# 核軍縮

ピースマークは、イギリスの「核軍縮キャンペーン」の公式シンボルとして始まり、国際的な平和の象徴かつ抗議の象徴となった。

核軍縮（かくぐんしゅく）は、 核兵器を削減または廃絶する行為。その最終状態は、核兵器が完全に廃絶された核兵器のない世界である。非核化という言葉は、完全な核軍縮に至る過程を表す言葉としても使われている。
核拡散防止条約が合意されたのは、核戦争と核兵器保有が極めて危険なためである。
核軍縮の支持者は、核軍縮は核戦争が起こる可能性を低くし、特に事故や誤報により混乱や軍事行動が起こる可能性を考慮すればなおさらであると主張する。 核軍縮を批判する人々は、核軍縮は抑止力を弱め、戦争をより一般的なものにすると主張する。

## 組織
反核団体には、核軍縮キャンペーン、パグウォッシュ会議、創価学会インタナショナル、核戦争防止国際医師会議、平和首長会議、核兵器廃絶国際キャンペーンなどがあり、大規模な反核デモや抗議行動も数多く行われてきた。1982年6月12日、ニューヨークのセントラルパークで100万人が核兵器反対と冷戦時代の軍拡競争の終結を求めてデモを行った。これはアメリカ史上最大の反核デモであり、史上最大の政治的デモでもあった。
近年、米国の政治家たちも核軍縮を提唱している。サム・ナン、ウィリアム・ペリー、ヘンリー・キッシンジャー、ジョージ・シュルツの4人は、核兵器のない世界を作るための計画への参加を各国政府に呼びかけ、核兵器のない世界を作る具体的なプログラムを提案している。この4人は、この計画を推進するために「核セキュリティ・プロジェクト」を立ち上げた。また、すべての核兵器の廃絶を目指す300人の世界的指導者からなる国際的な超党派グループ、グローバル・ゼロなどの組織も設立された。

## 歴史

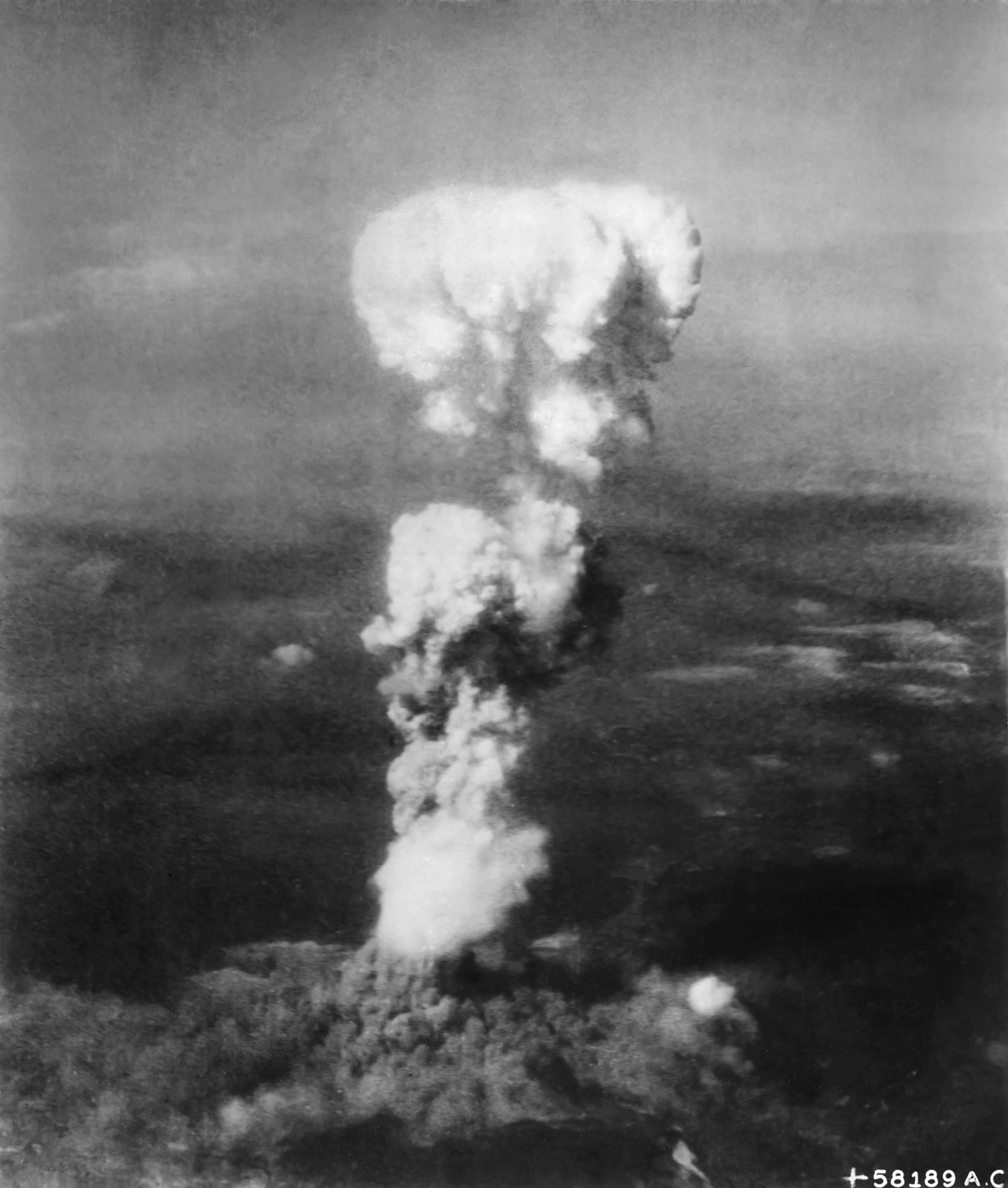
原爆投下後の広島上空のキノコ雲

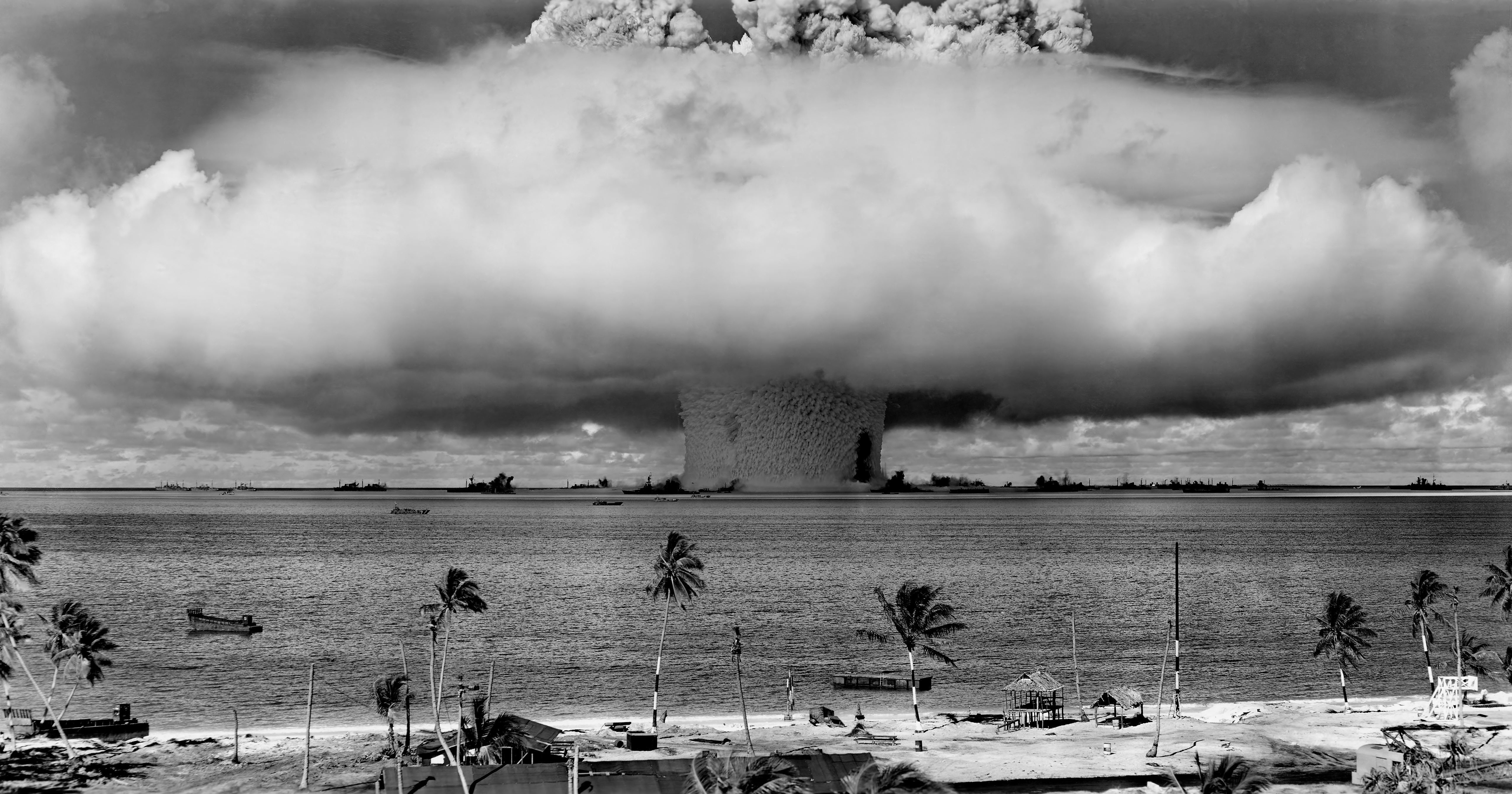
1946年7月25日、クロスロード作戦の一環として行われた水中核爆発によるキノコ雲

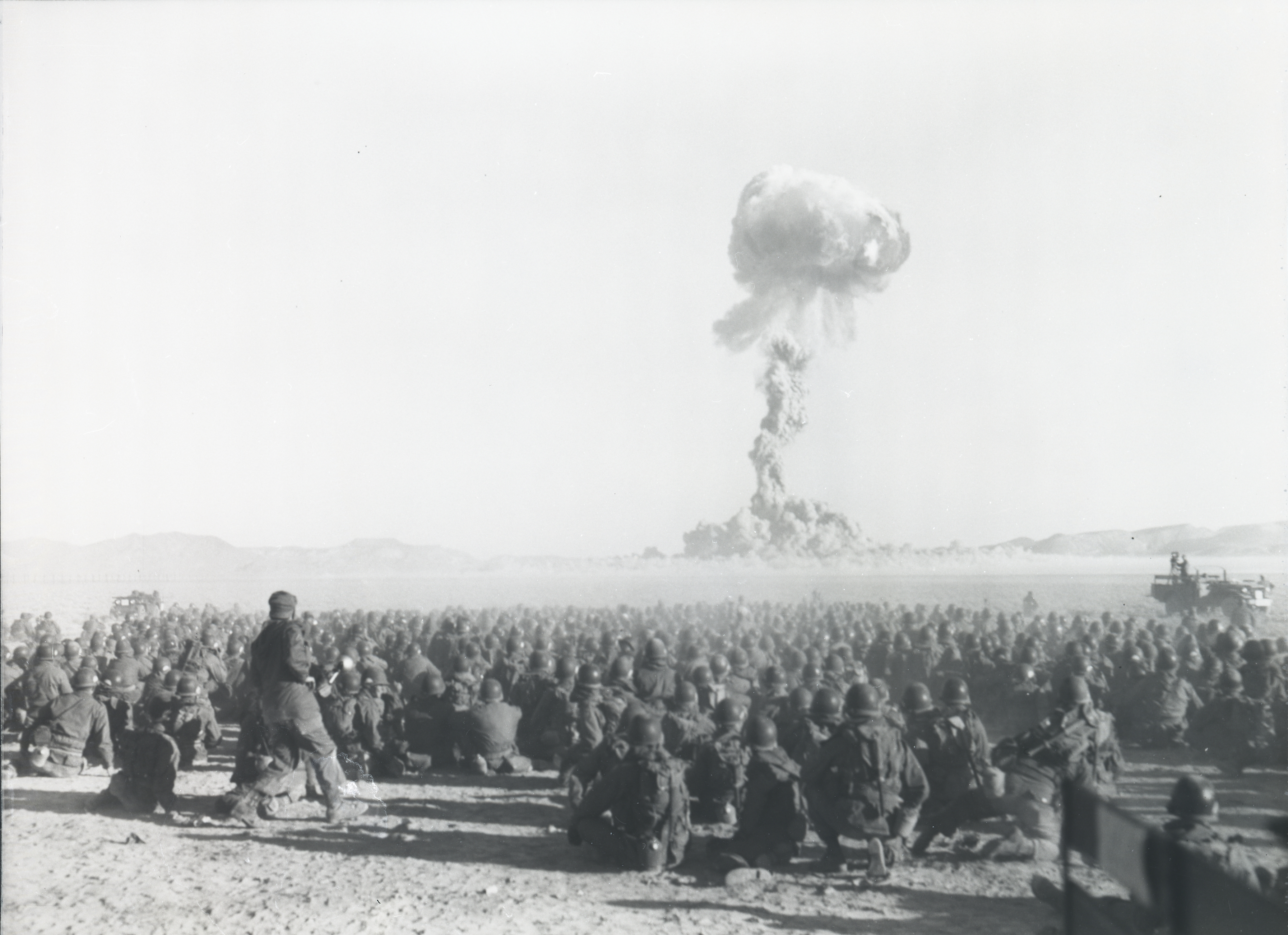
1951年11月、ネバダ核実験場で行われた核実験。この実験は、陸上で実施された米国初の核野外演習であった。

1945年、アメリカ合衆国・ニューメキシコ州の砂漠で科学者たちが最初の核実験「トリニティ」を行い、核時代が幕を開けた。 トリニティ実験以前から、各国の指導者たちは、核兵器が国内政策や外交政策に与える影響について議論していた。また、原子力科学者連盟やパグウォッシュ会議などの専門家団体を通じて、科学界も核兵器政策に関して議論していた。
第二次世界大戦末期の1945年8月6日、日本の広島市上空で「リトルボーイ」が爆発した。TNT火薬12,500トンに相当する爆発量で、爆風と熱波によって50,000棟近い建物が破壊され、死者総数は約90,000～146,000人に上った。3日後の1945年8月9日、日本の長崎市上空で「ファットマン」が爆発し、市の60％が破壊され、35,000～40,000人が死亡した。その後、世界の核兵器の備蓄量は増加した。
1946年、トルーマン政権にアチソン・リリエンタール報告が提出された。この報告書は、核燃料サイクルの国際管理、ソ連への原子力技術の公開、国連原子力委員会（UNAEC）を通じた新しい国連（UN）システムによる現存するすべての核兵器の廃棄を提案していた。この報告書は、大幅な修正を加えた上で、バルーク・プランという形で米国の政策となり、1946年6月のUNAECの初会合に提出された。冷戦の緊張が高まるにつれ、スターリンが独自の原子爆弾開発を計画していることが明らかになると、米国は国連安全保障理事会の拒否権を行使しない形での実施体制を主張した。このため、UNAECはすぐに行き詰まった。
クロスロード作戦は、1946年夏に太平洋のビキニ環礁でアメリカが行った一連の核実験である。その目的は、海軍艦船に対する核兵器の影響をテストすることであった。科学者や外交官からはクロスロード作戦の中止を求める声が多く寄せられた。マンハッタン計画の科学者たちは、これ以上の核実験は不必要であり、環境的にも危険であると主張し、「核実験が行われた後の付近の水は放射能の『魔女の酒』になるだろう」と警告している。核実験の準備のため、ビキニ環礁の住民は家を追い出され、自力での生活が困難な小さな無人島に移住させられていた。
核実験による放射性降下物は、1954年に太平洋で行われた水爆実験で、日本の漁船「第五福竜丸」の乗組員が放射能汚染を受けたことで初めて世間の注目を集めた。漁師の1人は7か月後に死亡した。この事件は世界中に大きな衝撃を与え、多くの国で反核運動が起こる決定的なきっかけとなった。 反核運動が急速に発展したのは、多くの人々にとって原爆が「社会が最悪の方向に向かうことをを象徴するもの」だったからである。

## 核軍縮運動

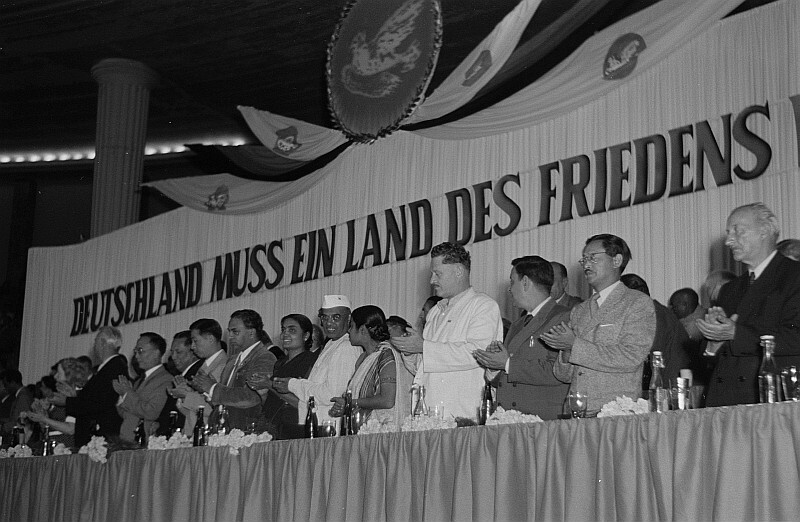
1952年、東ベルリンで開催された世界平和評議会。

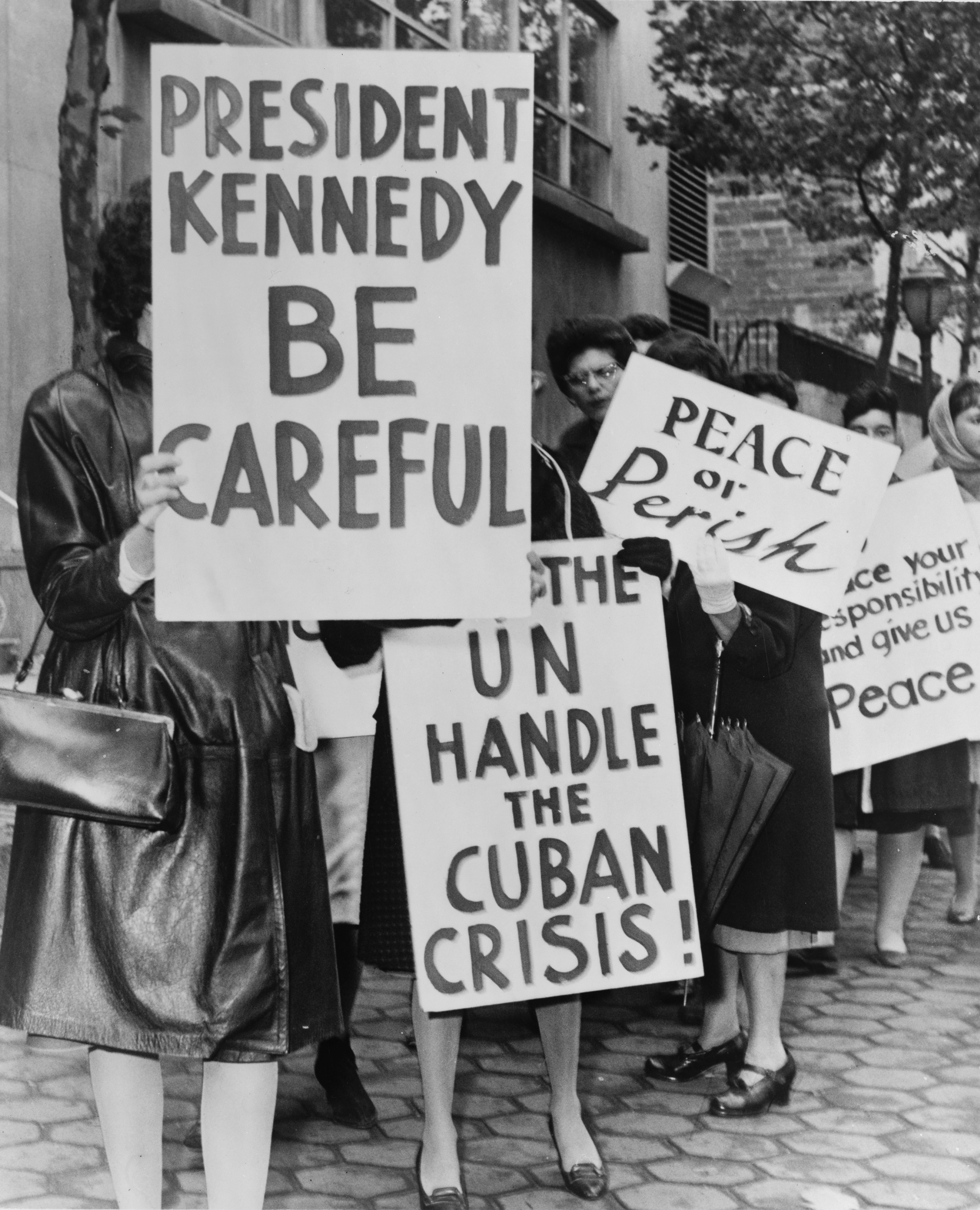
1962年、キューバ危機における女性たちの平和ストライキ

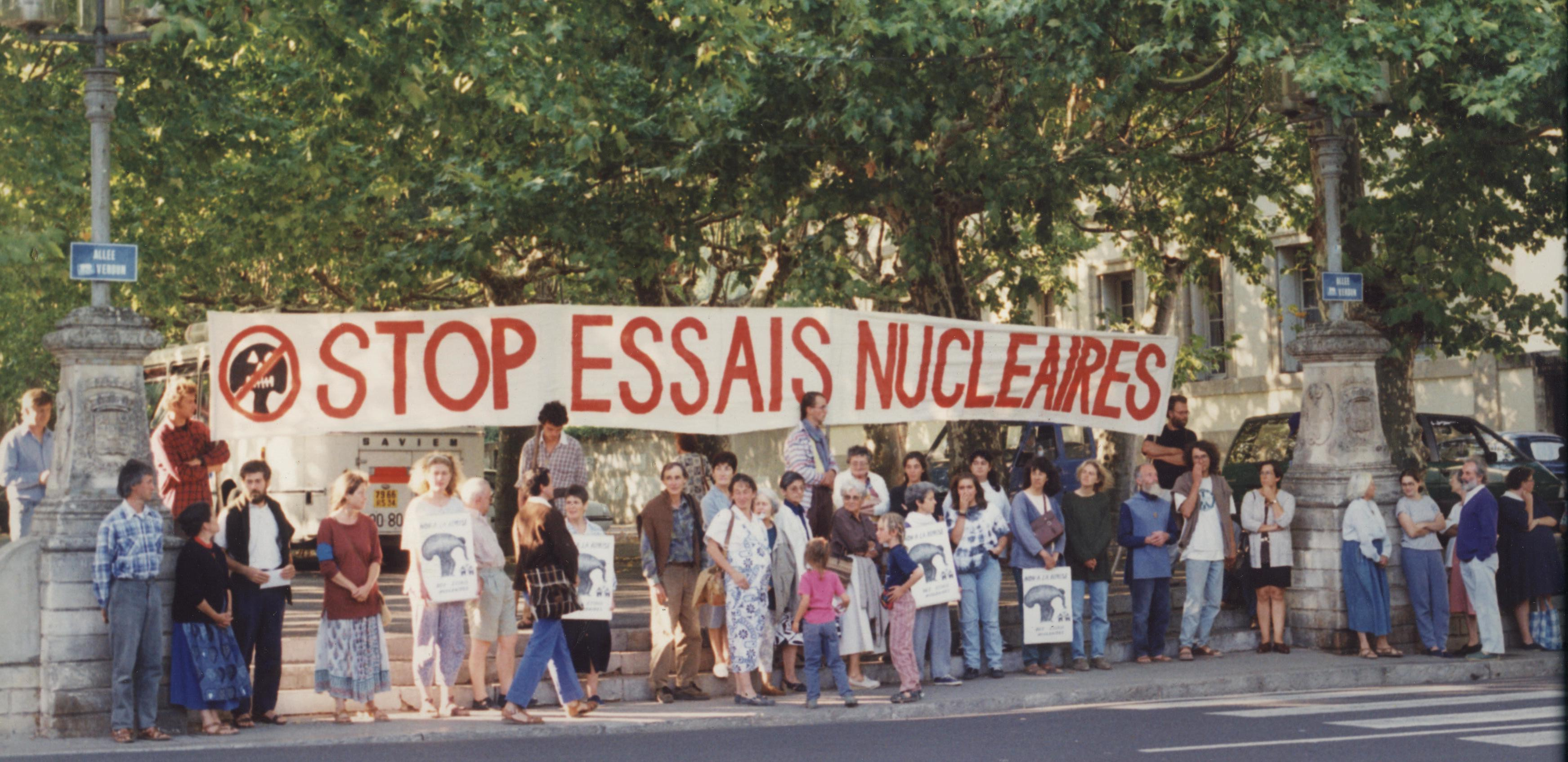
1980年代、リヨンでの核実験反対デモ

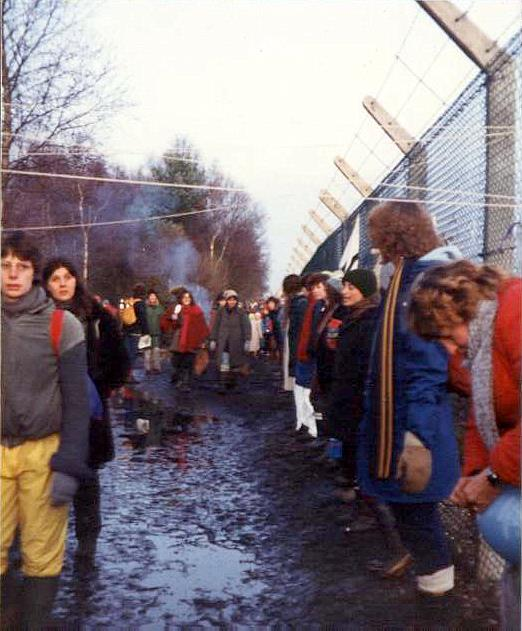
1982年12月12日、3万人の女性たちが空軍グリーナム・コモン基地の周囲6キロで手をつなぎ、アメリカの巡航ミサイルの配備に抗議した。

日本では平和運動が台頭し、1954年には「原水爆禁止日本協議会」が結成された。太平洋の核実験に対する日本の反対運動は広まり、核兵器禁止を求める署名は推定3,500万人分集まった。イギリスでは、1958年の復活祭に、直接行動委員会が主催し、核軍縮キャンペーンが支援した第1回オルダーマストン・マーチが開催された。数千人が、核兵器反対の意思を示すため、ロンドンのトラファルガー広場から、イギリスのバークシャー州にあるオルダーマストンに近い原子兵器研究施設まで、4日間にわたって行進した。CNDは1960年代後半までオルダーマストン行進を組織し、4日間の行事に数万人が参加した。
冷戦のさなかの1961年11月、約5万人の女性たちが、核兵器反対のデモ行進を全米60都市で行った。これは、20世紀最大の全国的な女性の平和デモであった。
1958年、ライナス・ポーリングとその妻は、核兵器実験の中止を求める11,000人以上の科学者の署名入り嘆願書を国連に提出した。ルイーズ・ライスが率いる「乳歯調査」は1961年、地上核実験が、主に汚染された牧草を摂取した牛の牛乳を介して公衆衛生に重大なリスクをもたらすと結論付けた。 その後、世論の圧力と研究結果が地上核実験のモラトリアムにつながり、1963年にはジョン・F・ケネディとニキータ・フルシチョフによって部分的核実験禁止条約が調印された。条約が発効したその日、ノーベル賞委員会はポーリングにノーベル平和賞を授与した。ポーリングは1946年以来、核実験、核兵器の拡散、核兵器の使用そのものに反対するだけでなく、国際紛争を解決する手段としてのあらゆる戦争に反対し、常にキャンペーンを展開してきた。 ポーリングは世界生命保護連合の科学諮問委員会会長であり、ドゥブロヴニク・フィラデルフィア声明の署名者の一人でもある。ポーリングは1974年に国際ヒューマニスト連盟を発足させた。
1980年代には、ロナルド・レーガン米大統領の核兵器増強と発言を受けて、核軍縮運動が再び勢いを増した。一方、レーガンは「核兵器のない世界」を個人的な使命としており、ヨーロッパでは軽蔑された。レーガンはソ連と核軍縮の話し合いを始め、彼は「SALT」（戦略兵器制限交渉）を「START」（戦略兵器削減交渉）に変更した。
1981年6月3日、ウィリアム・トーマスはワシントンD.C.でホワイトハウス平和祈願祭を開始し、後に反核活動家となるコンセプシオン・ピッチョットとエレン・ベンジャミンも参加していた。
1982年6月12日、ニューヨークのセントラルパークで100万人が核兵器に反対し、冷戦下の軍拡競争の終結を求めてデモを行った。これはアメリカ史上最大の反核デモであり、最大の政治的デモでもあった。 1983年6月20日、全米50カ所で国際核軍縮デー抗議行動が行われた。  大規模なデモにより米海軍の訪問が妨害されたことに伴い、ニュージーランド政府は1984年、核兵器を搭載した艦船の領海侵入を禁止した。   1980年代半ば、オーストラリアでは何十万人もの人々がパームサンデーやその他の平和と核軍縮を求めるデモに参加した。 1986年、数百人もの人々がロサンゼルスからワシントンD.C.まで世界核軍縮と平和のための行進を行った。 1980年代から1990年代にかけて、ネバダ実験場では多くのネバダ砂漠体験や平和キャンプが行われた。
2005年5月1日、広島・長崎への原爆投下から60年を迎えたニューヨークの国連前を、4万人の反核・反戦デモ隊が行進した。 2008年、2009年、2010年、米国では、いくつかの新しい原子炉の提案に対する抗議と反対運動が起こった。
カリフォルニア州のローレンス・リバモア国立研究所では、米国の核兵器研究に反対する抗議行動が毎年行われており、2007年の抗議行動では64人が逮捕された。 ネバダ実験場では抗議デモが相次いでおり、2007年4月のネバダ砂漠体験デモでは39人が検挙された。 キタサップ海軍基地では何年も前から反核抗議デモが行われており、2008年にも数回行われた。
2017年、核兵器廃絶国際キャンペーンは「核兵器が使用された場合の壊滅的な被害への注意喚起と核兵器の廃絶を達成するための条約締結への尽力」に対してノーベル平和賞を受賞した。

### 世界平和評議会
第二次世界大戦後、最も早く誕生した平和団体のひとつが世界平和評議会(WPC)である。 これはソビエト平和委員会を通じてソビエト連邦共産党が主導したものであり、その起源は、1947年に発表された共産主義情報局（コミンフォルム）のドクトリンにある。それは、世界がソ連を中心とする平和を愛する進歩的勢力と、アメリカを中心とする戦争を好む資本主義国との間で分裂しているというものだった。1949年、コミンフォルムは「平和こそが共産党の全活動の軸となるべきだ」と指示し、西側の共産党のほとんどがこの方針に従った。戦後平和運動の歴史家であるローレンス・ウィトナーは、ソ連が戦後初期にWPCの推進に多大な努力を傾けたのは、アメリカの武力と攻撃を恐れていたからだと主張する。
1950年、WPCは核兵器の絶対禁止を求めるストックホルム・アピールを開始した。このキャンペーンは支持を集め、ヨーロッパで5億6,000万人の署名を集めたと言われている。そのほとんどは社会主義国からのもので、フランスでは1,000万人（若き日のジャック・シラクの署名も含む）、ソ連では1億5,500万人（全成人人口）の署名が集まった。 WPCと距離を置いていた非同盟の平和団体数団体は支持者たちにアピールへの署名を控えるよう忠告した。
WPCは他の平和運動と不穏な関係にあり、「広範な世界的運動になろうとする一方で、ソ連や社会主義国の外交政策にますます利用される」という矛盾に陥っていたと言われている。 1950年代から1980年代後半まで、ソ連は平和団体を利用してソ連の主張を広めようとした。当初、このような団体とWPCの協力関係は限られていたが、ソ連やWPCがロシアの軍拡について何も言わないことを批判しようとした西側の代表は、WPCの会議でそのことを指摘され、1960年代初頭にはWPCから離反していた。

## 軍縮条約

米国とソ連・ロシアの核兵器備蓄量（1945年-2014年）

1986年、レーガン米大統領とゴルバチョフ新ソ連書記長によるレイキャビク首脳会談の後、米ソ両国はINF条約（1987年）とSTART I条約（1991年）という2つの重要な核軍縮条約を締結した。冷戦終結後、米国とロシア連邦は戦略的攻撃削減条約（2003年）と新START条約（2010年）を締結した。米国はドナルド・トランプ大統領の下で2019年にINF条約から脱退し、ジョー・バイデン大統領の下で2021年に米露戦略安定対話（SSD）を開始した。
冷戦時代、核戦争と核兵器保有による極度の危険性が両陣営に明らかになったとき、一連の軍縮・不拡散条約が、米国、ソビエト連邦、そして世界中のいくつかの国の間で合意された。これらの条約の多くは、何年にもわたる交渉の末、軍備削減と核戦争のリスク削減という重要な一歩を踏み出すことになった。

### 主な条約
- 部分的核実験禁止条約(PTBT)：地下を除くすべての核兵器実験を禁止。
- 核拡散防止条約 (NPT)：1968年署名、1970年発効。核兵器の拡散を制限するための国際条約（現在189カ国が加盟）。核不拡散、軍縮、核技術を平和的に利用する権利の3つを柱とする。
- 戦略兵器制限交渉 (SALT I)：ソ連と米国は、大陸間弾道ミサイルと潜水艦発射弾道ミサイルの配備を凍結することで合意した。
- 弾道弾迎撃ミサイル制限条約 (ABM)：米ソは迎撃ミサイルを2カ所に配備することができ、それぞれ迎撃ミサイル用の地上発射台を最大100基まで設置することができた。1974年の議定書で、米ソはABMシステムを1カ所にのみ配備することに合意した。
- 戦略兵器制限交渉 (SALT II) ：SALT Iに代わるSALT IIは、ソ連と米国のICBM発射台数、SLBM発射台数、重爆撃機の数を同数に制限した。また、多連装再突入ミサイル（MIRVS）にも制限が設けられた。
- 中距離核戦力全廃条約 (INF) ：射程500～1,000kmの短中距離ミサイル、1,000～5,500kmの中距離ミサイルを搭載した米ソの陸上弾道ミサイル、巡航ミサイル、ミサイルランチャーを禁止した。
- 第一次戦略兵器削減条約 (START I)：1991年調印、1994年批准。米国と旧ソ連の新独立国の長距離核戦力を、弾道ミサイルと爆撃機1,600機に搭載される6,000発に制限した。
- 第二次戦略兵器削減条約 (START II)：1993年調印。 START IIは米ロ間の二国間協定であり、2007年12月までに3,000～3,500発を超えない弾頭を配備することを約束しようとするもので、大陸間弾道ミサイル（ICBM）に多重独立再突入弾道ミサイル（MIRV）を配備することの禁止も盛り込まれていた。
- モスクワ条約 (SORT)：2002年署名、2003年発効： 非常に緩やかな条約で、その曖昧さと深みのなさから軍備管理擁護派からしばしば批判を受ける。ロシアと米国は、2012年までに「戦略核弾頭」を1,700～2,200個まで削減することに合意した。2010年に新戦略兵器削減条約に取って代わられた。
- 包括的核実験禁止条約 (CTBT)：1996年署名。CTBTは、あらゆる環境下での核爆発を禁止する国際条約（現在181カ国が署名、148カ国が批准）。条約は発効していないが、ロシアは1990年以来、米国は1992年以来、核実験を行っていない。[49]
- 新戦略兵器削減条約：2010年署名、2011年発効。SORT条約に代わるもので、2026年までに配備核弾頭を約半分に削減する。
- 核兵器禁止条約：2017年署名、2021年1月22日発効。締約国による核兵器の保有、製造、開発、実験、またはそうした活動への援助を禁止。

独自に開発した核兵器を完全に廃絶した国は、南アフリカ共和国1カ国だけである。南アフリカ共和国のアパルトヘイト政府は、1980年代に半ダースの粗製核分裂兵器を製造したが、1990年代初頭に解体された。

## 国際連合

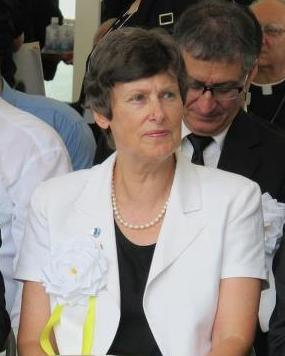
2012年の広島・長崎原爆記念式典に出席したアンジェラ・ケイン国連軍縮代表

国連総会は、1961年の画期的な決議1653号「核兵器および熱核兵器の使用禁止に関する宣言」の中で、核兵器の使用は「戦争の範囲すら超え、人類と文明に無差別の苦痛と破壊をもたらすものであり、そのようなものとして国際法の規則と人道に反する」と述べている。
国連軍縮部（UNODA）は、コフィ・アナン国連事務総長が1997年7月の総会で発表した国連改革計画の一環として、1998年1月に設立された国連事務局の部局である。
その目的は、核軍縮・不拡散と、その他の大量破壊兵器、化学兵器、生物兵器に関する軍縮を促進することである。また、通常兵器、特に現代の紛争でしばしば選択される武器である地雷や小型武器の分野での軍縮も推進している。
2012年2月にセルジオ・ドゥアルテが退任した後、アンジェラ・ケインが新たな軍縮担当代表に任命された。
2017年7月7日、国連会議は122カ国の賛同を得て核兵器禁止条約を採択した。2017年9月20日に署名が開始された。
2022年の国連軍縮年鑑によれば、極めて莫大な軍事費と、核兵器不拡散条約を含む重要な軍備管理の枠組みにおける意見の食い違いが見られた一方、核兵器禁止条約締約国会議が初めて開催されたことが記されている。

## アメリカの核対策

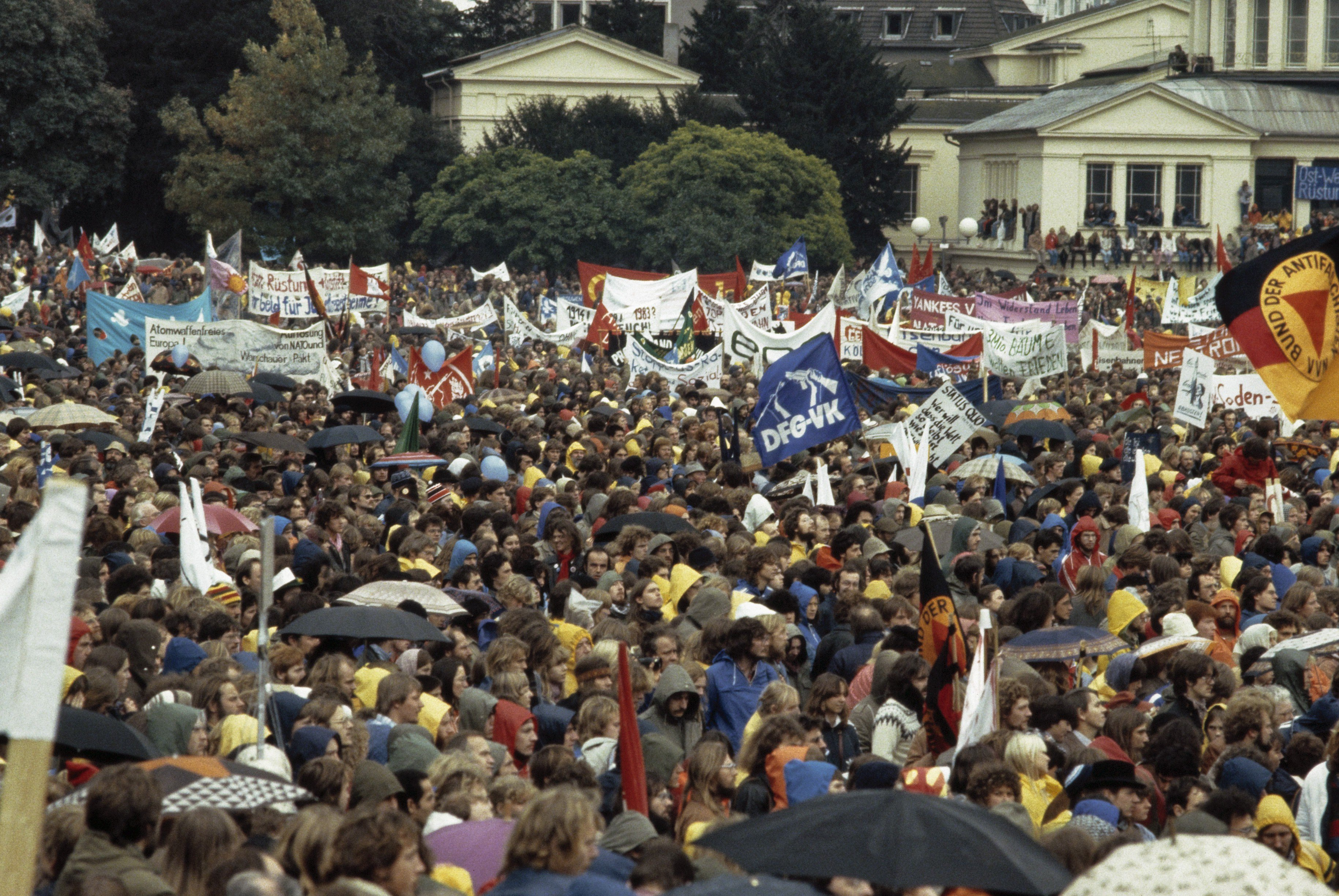
西ドイツのボンにて、米・NATOとソ連の核軍拡競争に反対する抗議デモ。

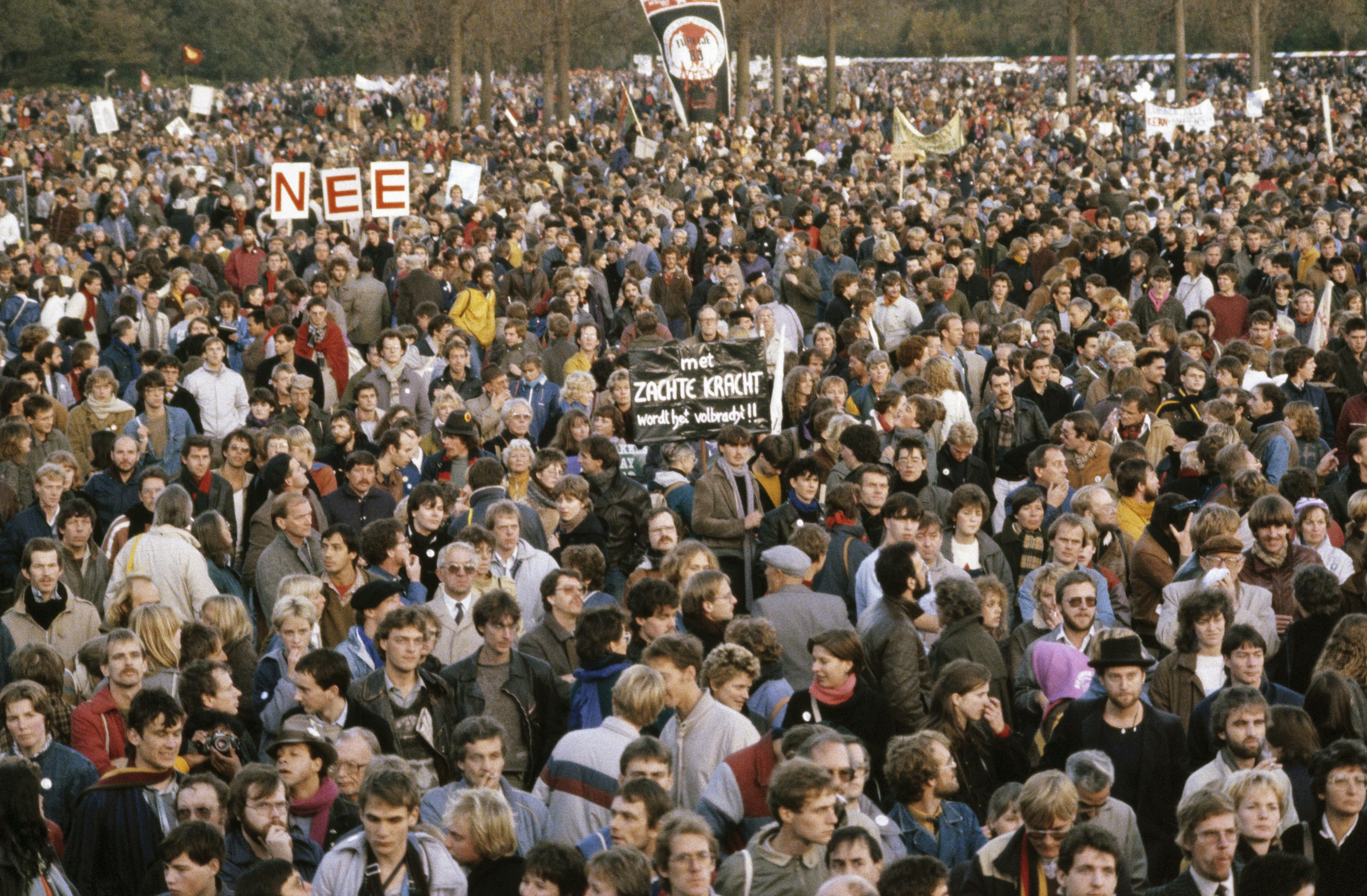
パーシングIIミサイルのヨーロッパ配備に反対する抗議行動（1983年、オランダ・ハーグ）

ジョージ・W・ブッシュ政権は、2000年代初頭の軍縮への一般的な流れにもかかわらず、冷戦後の環境において核兵器をより使いやすくするとされる政策への資金提供を繰り返し推し進めた。 これまで米国議会は、こうした政策の多くに資金を提供することを拒否してきた。このような資金提供を行っただけでも、核不拡散の推進者としての米国の信頼性が損なわれるとの指摘がある。

### 物議を醸した米国の核政策
- 高信頼性代替核弾頭(RRW)：この計画は、既存の核弾頭を、核実験をしなくても容易に製造できるよう設計された、より信頼性の高い核弾頭に置き換えようとするものである。批評家たちは、これが新世代の核兵器につながり、核実験への圧力を強めることになると非難している。[57]
- Nuclear bunker buster：この計画は、地下の目標を破壊するために、爆発が土壌や岩盤を貫通するように改良することを目的としていた。批評家たちは、これでは核兵器使用の敷居が低くなると主張している。議会はこの提案に資金を提供せず、後に撤回された。
- Missile Defense：この計画は、核武装ミサイルを含む飛来ミサイルから米国とその同盟国を守るため、迎撃ミサイルのネットワークを構築しようとしたものである。批評家たちは、これは核軍縮を妨げ、核軍拡競争を刺激する可能性があると主張している。ロシアの反対にもかかわらず、この要素はポーランドとチェコに配備されている。

ヘンリー・キッシンジャー、ジョージ・シュルツ、ビル・ペリー、サム・ナンの4人は、 2007年1月、米国は核兵器廃絶という目標への再誓約を提案し、「核兵器のない世界という目標を設定し、その目標を達成するために必要な行動に精力的に取り組むことを支持する」とした。その1年後、著者は「核兵器がより広く利用できるようになった今、抑止力の効果は低下し、危険性はますます高まっている」と主張し、「ここから先は無理だと言うのは簡単だが、（中略）我々はその目標に向かって進路を描かなければならない」と結論づけた。  バラク・オバマ米大統領は大統領選挙期間中、「核兵器のない世界という目標を設定し、それを追求する」と公約した。

### 核テロを防ぐためのアメリカの対策
米国は、核物質が世界的に適切に保護されるよう、率先して取り組んできた。10年以上にわたって超党派の国内支持を受けてきたプログラムが、協力的脅威削減プログラム（CTR）である。このプログラムは成功したとみなされているが、すべての危険な核物質が可能な限り最も迅速な方法で確保されるようにするためには、その資金を増やす必要があると多くが考えている。CTRプログラムは、核兵器が米国に敵対する行為者に拡散しないようにするために、予算の優先順位を維持する必要がある他のいくつかの革新的で重要な核不拡散プログラムにつながった。
- 協力的脅威削減（CTR)：CTRプログラムは、ロシアが核兵器や化学兵器に使用される可能性のある物質を確保し、ロシア国内の大量破壊兵器とその関連インフラを解体するのを支援するための資金を提供する。
- 国家核安全保障局 (GTRI)：CTRの成功を発展させ、GTRIは核兵器・核物質の確保・解体活動を旧ソ連以外の国にも拡大する。

## 最近の動向

2017年7月7日、核兵器禁止条約の採択に関する国連投票

核兵器廃絶は、平和主義左派の長年の目標であった。現在では、平和主義左派だけでなく、政治家、学者、退役軍人の多くが、核軍縮を提唱している。サム・ナン、ウィリアム・ペリー、ヘンリー・キッシンジャー、ジョージ・シュルツの4人は、核兵器のない世界というビジョンを受け入れるよう各国政府に呼びかけ、ウォール・ストリート・ジャーナル紙の3つの論説で、核兵器のない世界を作るためのプログラムを提案した。この4人は、この計画を推進するために「核セキュリティ・プロジェクト」を立ち上げた。ナンは2008年10月21日、ハーバード・ケネディ・スクールでの講演で、この計画をさらに強化し、次のように述べた。「私は、核保有国同士の戦争よりも、抑止力が通じないテロリストの方がずっと心配だ。自殺を厭わない集団を抑止することはできない。時代は変わった。このことを理解しなければならない」。 2010年、4人は『Nuclear Tipping Point（核の転換点）』と題されたドキュメンタリー映画に登場した。この映画は、ウォール・ストリート・ジャーナル紙の論説で提唱された考えを映像的、歴史的に描いたもので、核兵器のない世界とその目標に到達するためのものである。
グローバル・ゼロは、核軍縮の達成を目指す300人の世界的指導者からなる国際的な超党派グループである。2008年12月に発足したこのグループは、核クラブの公式・非公式メンバーが保有するすべての核兵器について、段階的な廃絶を推進している。グローバル・ゼロ・キャンペーンは、核兵器廃絶に向けた国際的な合意と、指導者や市民による核軍縮運動の構築を目指している。目標には、核弾頭をそれぞれ1000個まで削減するための米ロ二国間交渉の開始や、段階的な核兵器削減のための多国間交渉に参加する他の主要な核保有国の約束が含まれる。グローバル・ゼロは、主要国政府との外交対話を拡大し、核兵器廃絶に関連する重要な問題についての政策提言を発展させ続けるために活動している。
核軍縮に関する国際会議が2008年2月にオスロで開催され、ノルウェー政府、核脅威イニシアティブ、フーバー研究所が主催した。核兵器のない世界というビジョンの達成』と題されたこの会議は、核拡散防止条約（NPT）に関連し、核保有国と非保有国の間で合意を形成することを目的としていた。

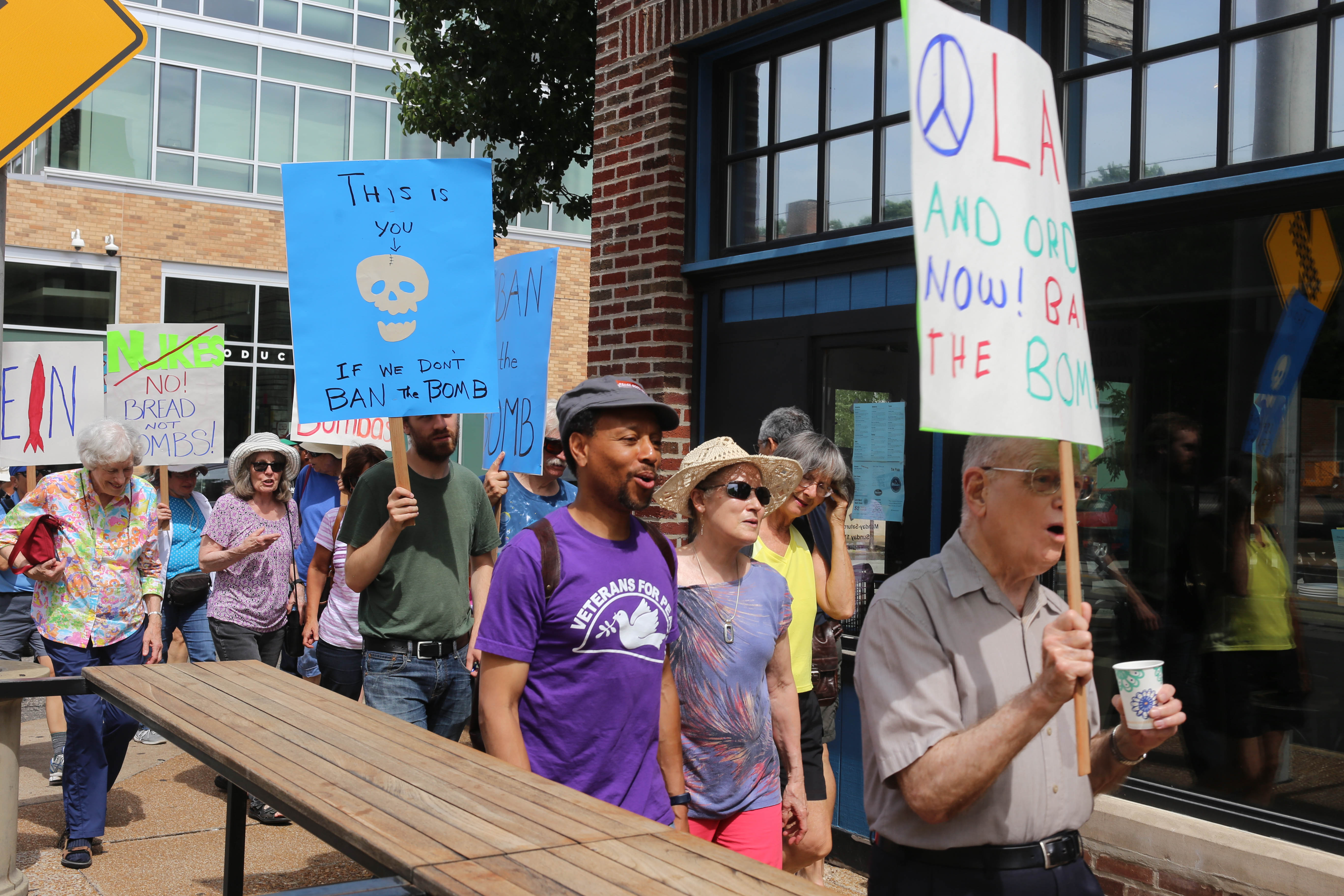
2017年6月17日、米国セントルイスでの反核兵器デモ行進

核兵器廃絶を訴えた著名人には、哲学者のバートランド・ラッセル、エンターテイナーのスティーブ・アレン、CNNのテッド・ターナー、元上院議員のクレイボーン・ペル、ノートルダム大学のセオドア・ヘスバーグ学長、南アフリカのデズモンド・ツツ司教、ダライ・ラマなどがいる。
また、核兵器は世界を相対的に安全にし、抑止力による平和を通じて、世界を平和にしてきたと主張する者もいる。ケネス・ウォルツは、核兵器は「核の平和」を作り出し、核兵器のさらなる拡散は、第二次世界大戦末期に核兵器が発明される前に一般的だった大規模な通常戦争を回避するのに役立つかもしれないと主張している。フォーリン・アフェアーズ2012年7月号で、ウォルツは、核武装したイランは容認できないという米欧イスラエルのコメンテーターや政策立案者の大半の見解に異議を唱えた。ウォルツは、イランの核武装はおそらく可能な限りの最善の結果であり、イスラエルによる核兵器の地域独占と均衡を保ち、中東の安定を取り戻すことになると主張している。 『アトミック・オブ・セッション』の著者であるオハイオ州立大学のジョン・ミューラー教授も、イランの核開発計画に干渉する必要性を否定し、軍備管理措置は逆効果だと主張している。 2010年にミズーリ大学で行われた講義の模様はC-SPANで放送されたが、ミューラーはまた、核兵器、特に核テロリズムの脅威が、一般メディアでも政府関係者でも誇張されていると主張している。

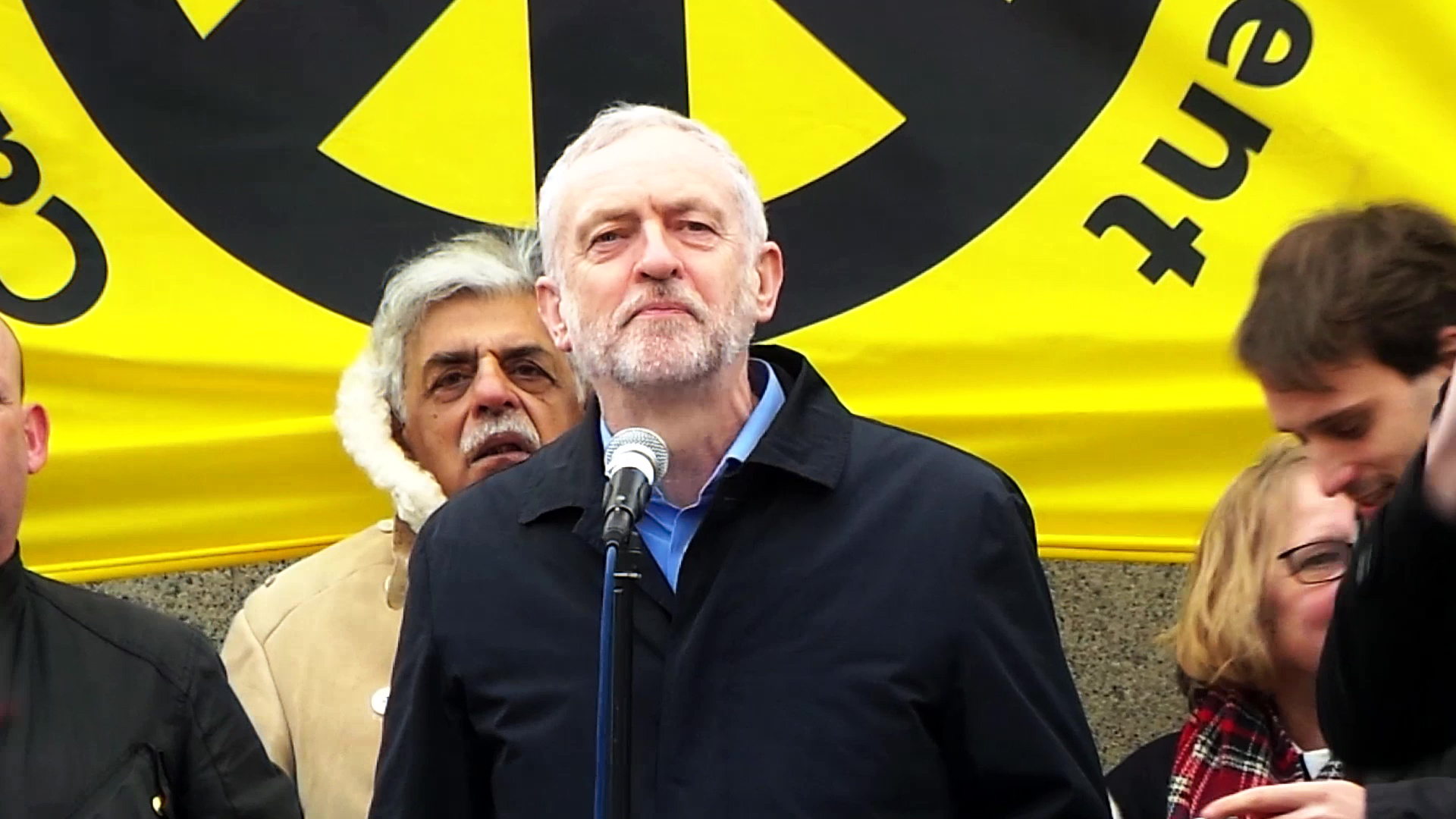
2016年2月27日、トラファルガー広場でスピーチするジェレミー・コービン。

キッシンジャー元長官は、「古典的な抑止の概念は、侵略者や悪人が反撃するような結果をもたらすというものだった。自爆テロの世界では、そのような計算は通用しない」と言う。ジョージ・シュルツは、「自爆テロを行うような人々が核兵器を持つことを考えれば、そのような人々にはほとんど抑止力を持たない」と述べている。

アンドリュー・ベイスビッチは、米国が核兵器を正しく使用できる場面は現実的に存在しないとしている。
アメリカにとって、核兵器は抑止力としても不要になりつつある。確かに、このような核兵器を私たちに対して使用する可能性が最も高い敵対者、つまり独自の核兵器の獲得に熱心なイスラム過激派を抑止することはできないだろう。むしろその逆である。戦略兵器を準備しておくことによって（そして1945年の日本の2都市への原爆投下を正当化することによって）、米国は核兵器が国際政治において正当な役割を果たすという見解を無条件に追認するのである。
スコット・セーガンは『安全の限界』の中で、米軍の歴史上、偶発的に核戦争が起こりかねない数々の事件を記録している。彼は以下のように結論づけた。
冷戦時代、米国の核戦力を管理する軍事組織は、われわれが思うほど成功しなかったが、事前に予測された以上の成功を収めた。本書で明らかにされた問題は、無能な組織の産物ではない。組織の安全性の限界を反映したものである。この単純な真実を認識することが、より安全な未来に向けた最初の、そして最も重要な一歩である。
2022年1月3日、国連安全保障理事会の常任理事国である中国、フランス、ロシア、イギリス、アメリカは、核戦争防止に関する声明を発表し、"誰も核戦争には勝てないし、決して戦ってはならない "と断言した。
2023年2月21日、ロシアのプーチン大統領は米国との新START核軍縮条約への参加を停止した。